# Onthophagus johkii
Onthophagus johkii là một loài bọ cánh cứng trong họ Bọ hung (Scarabaeidae).